# Inostemma mendozanum
Inostemma mendozanum är en stekelart som beskrevs av Juan Brèthes 1910. Inostemma mendozanum ingår i släktet Inostemma och familjen gallmyggesteklar. Inga underarter finns listade i Catalogue of Life.